# Twelve Mile Creek Falls
Die Twelve Mile Creek Falls sind ein Wasserfall westlich von Queenstown in der Region Otago auf der Südinsel Neuseelands. Er liegt im Lauf des Twelve Mile Creek, der einige Kilometer hinter dem Wasserfall in den Lake Wakatipu mündet. Seine Fallhöhe beträgt rund 4 Meter.
Vom Parkplatz 12 km hinter Queenstown in Richtung Glenorchy führt der Mount Crichton Loop Track in etwa einer Stunde zum Wasserfall an einer Brücke über den Twelve Mile Creek.